# Platte Aarde

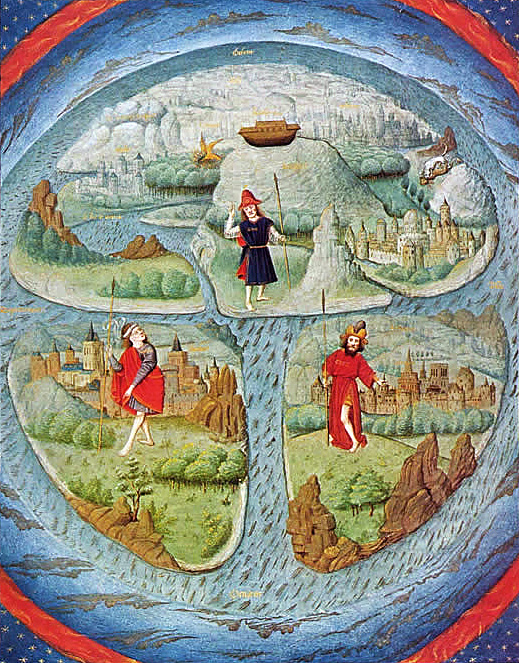
15e-eeuwse adaptatie van een T-O kaart. Dit soort middeleeuwse Mappa mundi toont slechts de bereikbare kant van de bolvormige Aarde, omdat men dacht dat niemand een klimaatzone bij de equator naar de andere helft van de Aarde kon oversteken.

Het idee van een platte Aarde houdt in dat men zich voorstelt dat het bewoonde deel van de Aarde plat is in plaats van bol. Deze theorie geldt als achterhaald; de gangbare en wetenschappelijk bewezen theorie is die van een bolvormige Aarde. 

## Archaïsche tijd
In de archaïsche tijd veronderstelde men dat de Aarde plat was. De Ionische (Griekse) natuurfilosofen uit de zesde eeuw voor Christus onder wie Anaximandros kwamen tot de conclusie dat de Aarde een korte cilinder was met een platte, ronde top. Men neemt aan dat de eerste persoon die beargumenteerde dat de Aarde een bolle vorm heeft Pythagoras (6de eeuw v.Chr.) was, maar dit wordt weersproken door het feit dat de meeste presocratische Pythagoreeërs de wereld nog als plat beschouwden. Eratosthenes stelde in de derde eeuw voor Christus vast dat de Aarde een bol is en kwam tot een niet onverdienstelijke benadering van de omtrek van de Aarde.
Ten tijde van Plinius de Oudere, die leefde in de eerste eeuw na Christus, werd het concept van een bolvormige Aarde onder westerse geleerden algemeen aanvaard. Ptolemaeus tekende zijn kaarten volgens het idee van een bolle Aarde en ontwikkelde een systeem van breedtegraden, lengtegraden en klimaatzones. Zijn geschriften bleven gedurende de middeleeuwen de basis van de Europese astronomie, hoewel gedurende de late oudheid en vroege middeleeuwen (van ongeveer de 3e tot de 7e eeuw) argumenten voor een platte Aarde nog gangbaar waren.

## Oudheid

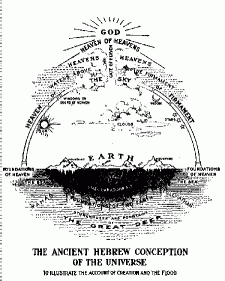
Bijbelse kosmologie

Geloof in een platte Aarde wordt in de oudste geschriften van de mensheid gevonden. In de Mesopotamische religie werd de wereld voorgesteld als een platte schijf die in de oceaan dreef en dit loopt vooruit op de vroege Griekse kaarten zoals die van Anaximandros en Hecataeus. De meeste theologen en Bijbelonderzoekers stellen dat de schrijvers van de Bijbel een Babylonisch wereldbeeld hadden waarin de Aarde plat is en op een soort van pilaren staat. Volgens een Woordenboek van de Bijbel geschreven door W. Browning "Hebreeuwse kosmologie schilderde een platte Aarde, waaroverheen een firmament als een gewelf hing, boven de Aarde gesteund door bergen en omgeven door water. Gaten of sluizen (ramen, Genesis 7:11) lieten het water als regen vallen. Het firmament was de hemel waarin God de Zon had geplaatst (Psalm 19:2) en de sterren (Genesis 1:14)".
Tegen de klassieke tijden kwam een nieuwer idee, dat de wereld bolvormig was op. Dit werd omhelsd door Pythagoras, blijkbaar op esthetische gronden, net zoals hij alle andere hemellichamen bolvormig zag. Aristoteles droeg bewijs uit eigen waarneming bij voor een bolvormige Aarde en merkte op dat reizigers die naar het zuiden reizen zuidelijke sterrenbeelden hoger boven de horizon zien. Veronderstelt men dat de sterren zeer ver weg staan, dan kan dat alleen maar als de horizon in zuidelijkere gebieden een hoek maakt met de horizon in noordelijkere gebieden, dus als het oppervlak van de Aarde gebogen is. Dus kan de oppervlakte van de Aarde niet plat zijn. Nog eenvoudiger te constateren is dat de schaduwrand van de Aarde op de Maan tijdens de gedeeltelijke fase van een Maansverduistering altijd rond is, onafhankelijk van hoe hoog de Maan boven de horizon staat. Alleen een bol werpt naar elke richting een ronde schaduw, terwijl een ronde schijf een elliptische schaduw in de meeste richtingen maakt.

reconstructie van een kaart van Anaximandros

De omtrek van de Aarde werd voor het eerst rond 240 v.Chr. vastgesteld door Eratosthenes. Eratosthenes wist dat in Syene (nu Aswan), in Egypte, de Zon recht boven stond bij de zomerzonnewende, terwijl hij schatte dat een schaduw door de Zon bij Alexandrië een schaduw van 1/50e van een cirkel wierp. Hij schatte de afstand van Syene naar Alexandria als 5000 stadia en schatte de omtrek van de Aarde op 250 000 stadia en een graad was 700 stadia (eigenlijk een omtrek van 252 000 stadia bedoelend). Eratosthenes gebruikte grove schattingen en ronde getallen, maar afhankelijk van de lengte van de stadion, ligt zijn resultaat in een marge van 2% tot 20% van de werkelijke omtrek, 40 008 kilometer. Eratosthenes kon de omtrek van de Aarde alleen maar meten door aan te nemen dat de afstand tot de Zon zo groot is dat de zonnestralen parallel lopen. Een soortgelijke meting, beschreven in een Chinees wiskundig werk, de Zhoubi suanjing (1e eeuw v. Chr), werd gebruikt om de afstand tot de Zon te meten door aan te nemen dat de Aarde plat was.
In deze periode veronderstelde men reeds dat de Aarde verdeeld was in klimaatzones, met een koud klimaat aan de polen, een dodelijk verzengend klimaat bij de evenaar en een mild en bewoonbaar gematigd klimaat ertussen. Men dacht dat de verschillende temperaturen van deze zones gerelateerd waren aan de afstand tot de Zon. Men meende ten onrechte dat niemand de verzengende klimaatgordel kon oversteken en de onbekende landen aan de andere kant van de bol kon bereiken. Toen werden zowel deze imaginaire landen als hun inwoners antipoden genoemd.

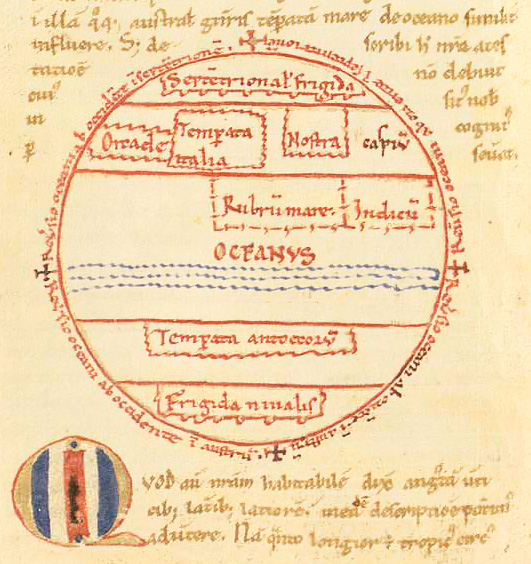
Schetsmatige kaart van een 12e-eeuws handschrift van Macrobius' commentaar op Somnium Scipionis, dat een bewoond noordelijk gebied laat zien gescheiden van de antipoden door een denkbeeldige oceaan die de equator omringt.

Lucretius (1e eeuw v.Chr.) was tegen het concept van een bolvormige Aarde, omdat hij het idee van antipoden absurd vond. Het probleem is namelijk dat de zwaartekracht steeds in dezelfde richting lijkt te werken, dus wie zich op een andere plek op Aarde bevindt, zal eraf vallen of glijden. Maar tegen de 1e eeuw n. Chr. kon Plinius de Oudere stellen dat iedereen het eens is over de bolvorm van de Aarde (Naturalis Historia, 2.64), hoewel er geschillen bleven over de natuur van de antipoden en hoe het mogelijk is dat de oceaan niet van de Aarde stroomt. Opmerkelijk overweegt Plinius als "tussenliggende" theorie ook de mogelijkheid van een onvolmaakte bol, "gevormd als een denneappel". (Naturalis Historia, 2.65.)
In de 2e eeuw bracht de Alexandrijnse astronoom Ptolemaeus veel argumenten aan voor de bolvorm van de Aarde. Hieronder was de waarneming dat als men naar bergen toe zeilt, ze uit de zee op lijken te rijzen en dat dit aangaf dat ze bedekt waren door het gekromde oppervlakte van de zee.
In de late oudheid bediscussieerden veelgelezen encyclopedisten als Macrobius (4e eeuw) en Martianus Capella (5e eeuw) de omtrek van de Aarde, haar centrale positie in het heelal, het verschil in seizoenen in noordelijke en zuidelijke halfronden en veel andere geografische details. In zijn commentaar op Cicero's De droom van Scipio, beschreef Macrobius de Aarde als een bol van onbelangrijke afmeting in vergelijking met de rest van het heelal.

## Vroeg jodendom,Talmoed
In de (Babylonische) Talmoed, het voornaamste religieuze geschrift binnen het Jodendom op de Tenach na, wordt gediscussieerd over de vorm van de aarde (o.a. Pesachiem 94b, Avoda Zara 42c). Volgens Jehoeda Hanassi, de samensteller van de Misjna en belangrijkste Joodse geleerde van zijn tijd, die leefde omstreeks de tweede eeuw, was de aarde rond (hij baseerde zich hierbij op de Griekse filosofie). Het lijkt er op dat de meeste rabbijnen in de Talmoed een voorkeur hebben voor een ronde aarde.
Volgens de Joodse arts, filosoof en theoloog Maimonides (1135-1204) is de aarde rond.

## Vroege Kerk
Vanaf de late oudheid, en vanaf het begin van de christelijke theologie was de kennis over de bolvorm van de Aarde wijdverbreid. Net als in de niet-kerkelijke wereld bleef een kleine minderheid strijden over de platheid van de Aarde. Er was ook wat debat over de mogelijkheid van de inwoners van de antipoden: mensen die voorgesteld werden als gescheiden door een onoverbrugbare verzengende klimaatzone waren moeilijk te vereenzelvigen met het christelijke beeld van een gezamenlijk ras afstammend van een echtpaar en verlost door een enkele Christus.
Sint Augustinus (354–430) argumenteerde tegen de aanname dat de antipoden bewoond werden door mensen:
Maar over de fabel dat er antipoden zijn, mensen op de andere kant van de Aarde, waar de Zon opgaat als zij bij ons ondergaat, dat vind ik op geen enkele grond geloofwaardig. En inderdaad, het is niet bevestigd dat dit ontdekt is door historische kennis, maar door wetenschappelijke veronderstellingen, maar omdat de Aarde opgehangen zou zijn in het hemelgewelf en dat er net zoveel ruimte aan de ene kant als aan de andere zou zijn: daarom zegt men dat de onderkant ook bewoond zou moeten zijn. Maar zij merken niet op dat, hoewel er aangenomen wordt of het wetenschappelijk bewezen is dat de wereld een ronde of bolle vorm heeft, dat daar niet uit volgt dat de andere kant van de wereld niets dan water is; zelfs niet, als er land zou zijn, volgt er uit dat het bewoond is.
Omdat deze mensen van Adam moeten afstammen, zouden ze ooit naar de andere kant van de Aarde moeten zijn gereisd; Augustinus vervolgt:
Het is té absurd om te zeggen dat sommige mensen met een schip de hele grote oceaan hebben overgestoken van deze kant van de Aarde naar de andere, en dat zo ook de bewoners van dat verre gebied afstammen van de eerste mens.
Augustinus ontkent het idee van een ronde Aarde niet, maar beschrijft de Aarde expliciet als een bol.
Een klein aantal christelijke schrijvers wijst een bolvormige Aarde meteen af:

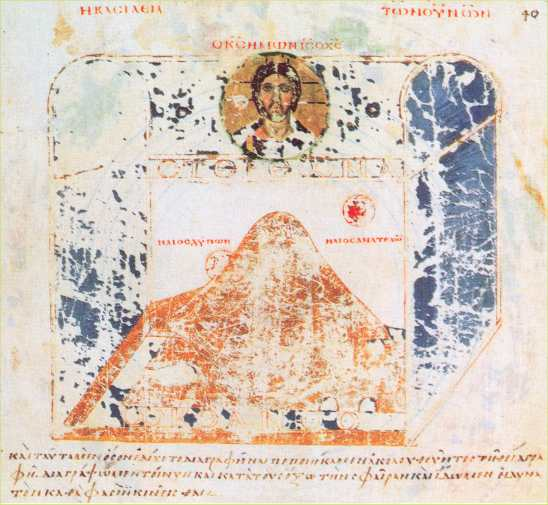
Kosmas Indikopleustes' wereldbeeld - een platte Aarde in een tabernakel

Lactantius (245–325), na zijn bekering tot het christendom en zijn afwijzing van de Griekse filosofie, noemde het "dwaasheid" omdat hij dacht dat mensen aan de tegenovergestelde kant van de wereldbol niet zouden "gehoorzamen" aan de zwaartekracht. Hij vroeg,
Is er iemand zo dom om te geloven dat er mensen zijn van wie de voetstappen hoger zijn dan hun hoofden? Dat de oogst en de bomen naar beneden groeien? Dat regen, sneeuw en hagel bovenwaarts naar de Aarde vallen? Ik weet niet wat ik van hen moet zeggen die, als ze eens gedwaald hebben, vasthouden aan hun dwaasheid en de ene onzin met de andere verdedigen.
In zijn Homilies Concerning the Statutes omhelsde Sint Johannes Chrysostomus (344–408) expliciet het idee, gebaseerd op zijn lezing van de Geschriften, dat de Aarde op de wateren, die onder de hemel samenkwamen, dreef.
Diodorus van Tarsus († 394) pleitte ook voor een platte Aarde gebaseerd op de bijbel, maar Diodorus' gezichtspunt kennen we alleen uit de kritiek erop door Photios I.
Severianus, Bisschop van Gabala (overleden 408), schreef: "De Aarde is plat en de Zon trekt er 's nachts niet onderdoor, maar trekt door het noorden alsof zij achter een muur doorgaat".
De Egyptische monnik Kosmas Indikopleustes (547) merkte in zijn Topographia Christiana, waar de Ark des Verbonds het hele heelal moest voorstellen, op theologische gronden op dat de Aarde plat was, een parallellogram omringd door vier oceanen. Minstens één vroegchristelijke schrijver, Basilius de Grote (329–379), was van mening dat de zaak theologisch irrelevant was.
Verschillende historici wezen erop dat deze advocaten van een platte Aarde ofwel invloedrijk waren in de latere middeleeuwen (zoals Andrew Dickson White vond) of relatief onbelangrijk (gesteld door Jeffrey Russell). De weinige referenties naar hun opvattingen in late middeleeuwse geschriften overtuigt de meeste hedendaagse historici dat hun invloed klein was.

## Middeleeuwen

### Vroege middeleeuwen

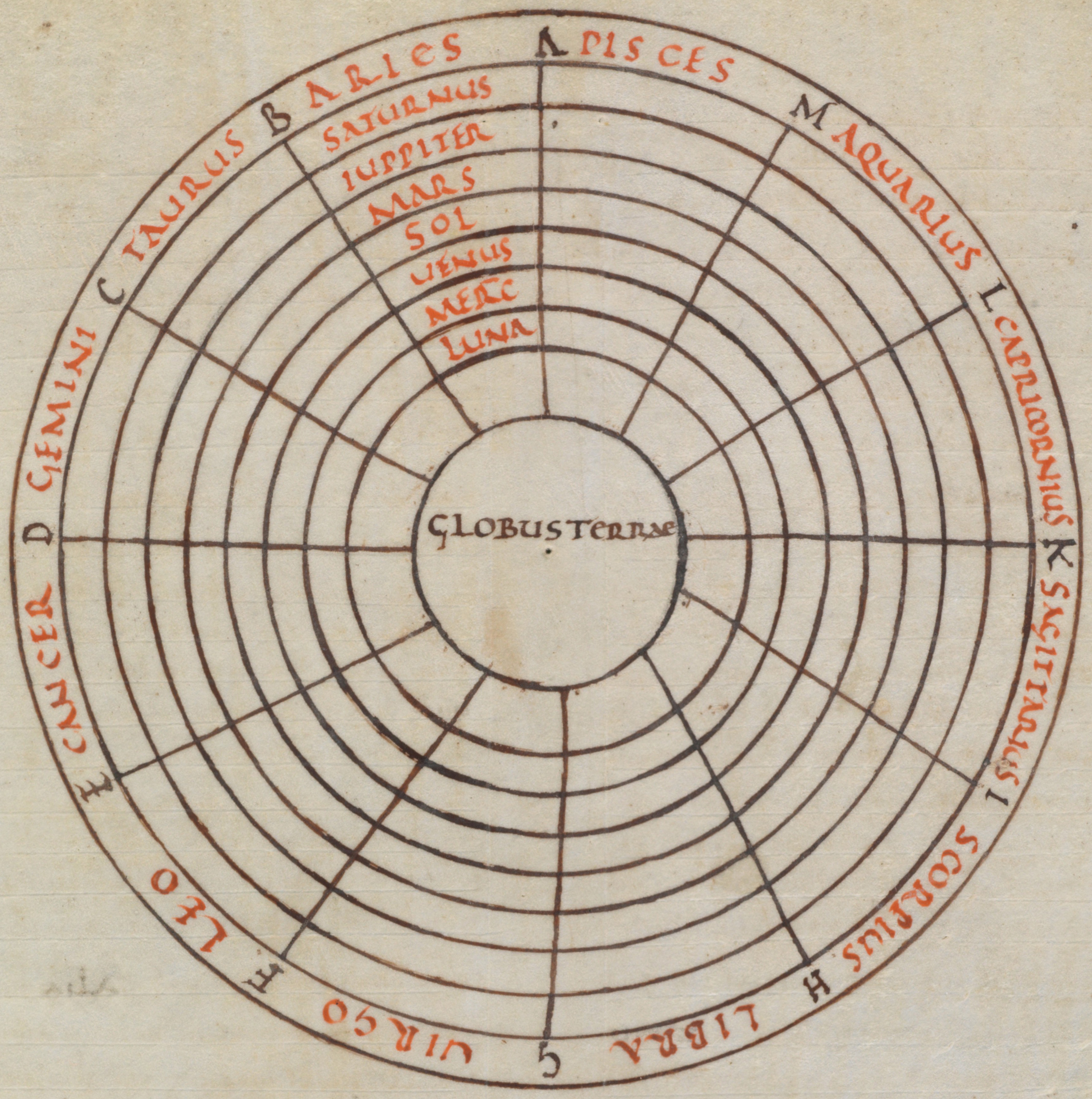
9de-eeuws macrobisch kosmisch diagram dat de aardbol in het midden toont (globus terrae)

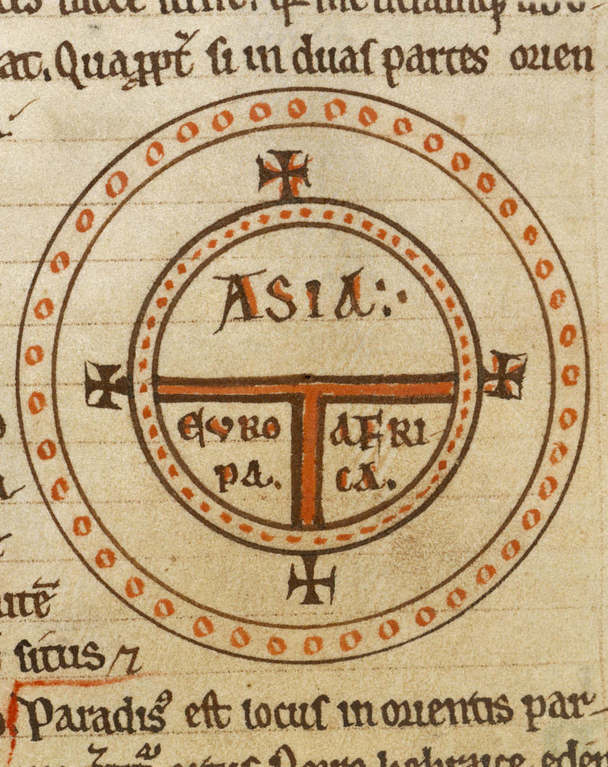
12e-eeuwse T-O kaart die de bewoonde wereld voorstelt zoals beschreven door Isidorus van Sevilla in zijn Etymologiae. (hoofdstuk 14, de terra et partibus)

Met het einde van de Romeinse beschaving in West-Europa begonnen de middeleeuwen met grote moeilijkheden die de intellectuele productie van het continent beïnvloedden. De meeste wetenschappelijke verhandelingen uit de klassieke oudheid (in het Grieks) waren niet meer beschikbaar, en er bleven slechts eenvoudigere samenvattingen en compilaties over. Maar toch ondersteunden de leidende boeken uit de vroege middeleeuwen de bolvorm van de Aarde. Veel vroege middeleeuwse manuscripten van Macrobius bevatten kaarten van de Aarde, met inbegrip van de antipoden, zonal maps die de clima van Ptolemaeus lieten zien, afgeleid van het concept van een bolvormige Aarde en een diagram dat de Aarde (beschreven als globus terrae, de bolvorm van de Aarde) laat zien in het centrum van de hiërarchisch geordende planeetbollen. Beelden van sommige van deze kenmerken kunnen gevonden worden in de Somnium Scipionis.
De perceptie in Europa van de vorm van de Aarde in de late oudheid en de vroege middeleeuwen kan het beste worden uitgedrukt door middel van de geschriften van vroege christelijke geleerden:
- Boëthius (c. 480 – 524), die ook de theologische verhandeling Over de Drie-eenheid schreef, herhaalde het Macrobische model van de Aarde als onbelangrijk punt centraal in een bol heelal in zijn invloedrijke, en veel vertaalde De consolatione philosophiae.[25]
- Bisschop Isidorus van Sevilla (560 – 636) doceerde in zijn breedgelezen encyclopedie, de Etymologiae, dat de Aarde "rond" was. Zijn tekst was dubbelzinnig en sommige schrijvers denken dat hij een Aarde bedoelde als een ronde schijf. Zijn andere geschriften maken echter duidelijk dat hij de Aarde als bolvormig beschouwde.[26] Hij erkende ook de mogelijkheid dat er mensen woonden als antipoden, maar hij dacht dat dat legendes waren.[27] hij merkte op dat er geen bewijs was voor hun bestaan.[28] Isidorus' schijf-gevormde analogie bleef door de middeleeuwen gebruikt worden door schrijvers die duidelijk een voorkeur hadden voor een bolvormige Aarde, bijvoorbeeld de 9e-eeuwse bisschop Rabanus Maurus die het bewoonde deel van het noordelijk halfrond (Aristoteles' noordelijke gematigde klimaatzone) met een wiel vergeleek, voorgesteld als een plak van de hele bol.
- De monnik Beda Venerabilis (circa 672 – 735) schreef in zijn invloedrijke verhandeling over computus, De Tijdrekening, dat de Aarde rond was, en verklaarde de ongelijke lengte van de dag uit "de rondheid van de Aarde, waarom het niet zonder reden 'de kring van de Aarde'  wordt genoemd in de Heilige Schrift en in gewone geschriften. Hij is feitelijk, als een bol in het midden van het universum geplaatst." (De temporum ratione, 32). Het grote aantal overgeleverde manuscripten van De Tijdrekening, gekopieerd om aan de Karolingische eis te voldoen dat alle priesters computus (tijdrekenkunde) moesten bestuderen, geven aan dat veel, zo niet de meeste, priesters aan het idee van de bolheid van de Aarde werden blootgesteld.[29] Ælfric van Eynsham, parafraseerde Beda in Oudengels: "De rondheid van de Aarde en de omloop van de Zon zijn het obstakel voor een even lange dag in elk land."[30]
- Virgilius van Salzburg (c.700 – 784), wordt soms verhaald, zou vervolgd zijn voor het onderwijzen van "een verdorven en zondige leer... tegen God en zijn eigen ziel" aangaande de bolvorm van de Aarde. Paus Zacharias besloot dat "als het duidelijk zal worden vastgesteld dat hij gelooft dat er een andere wereld en andere mensen bestaan onder deze Aarde, of in [een andere] Zon en Maan daar, zult Gij een raad houden, en hem zijn heilige rang ontnemen, en hem uit de kerk stoten."[31] De zaak waar het om ging was niet de bolvorm van de Aarde zelf, maar of de antipoden wel of niet van Adam afstamden en daarom verlost moesten worden. Vergilius slaagde erin zichzelf vrij te pleiten; hij werd later bisschop en werd heilig verklaard in de dertiende eeuw.[32]

Een niet-literaire maar grafische aanwijzing dat mensen in de middeleeuwen geloofden dat de Aarde een bol was, is het gebruik van de orb (Rijksappel) in de regalia van veel koninkrijken en van het Heilige Roomse Rijk. Het wordt bevestigd vanaf de tijd van de Christelijke laat-Romeinse Keizer Theodosius II (423) tot in de middeleeuwen; de Reichsapfel werd in 1191 bij de kroning van keizer Hendrik VI gebruikt.
Een recente studie van middeleeuwse concepten over de bolvorm van de Aarde merkt op dat "sinds de 8e eeuw geen cosmograaf van betekenis de bolvorm van de Aarde in twijfel heeft getrokken." Natuurlijk waren het niet de weinige aangehaalde intellectuelen die de publieke opinie bepaalden. Het is moeilijk vast te stellen wat de bredere bevolking over de vorm van de Aarde heeft gedacht – als ze er al over nadachten.

### Latere middeleeuwen

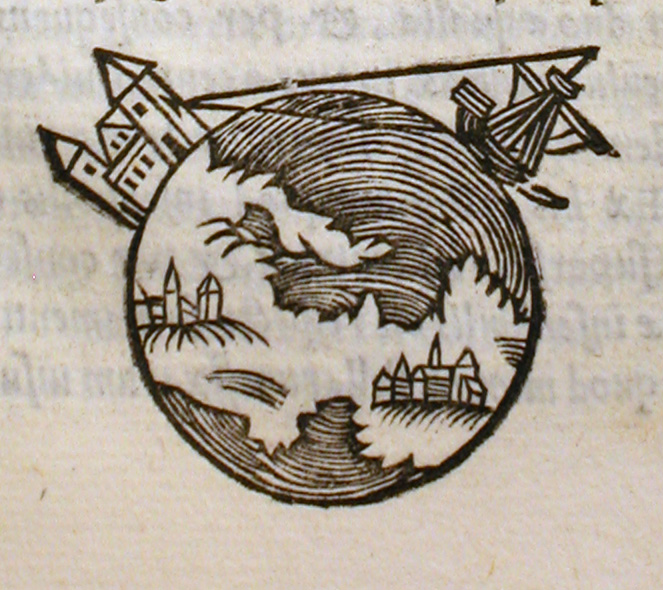
Afbeelding van een editie uit 1550 van Over de wereldbol, het invloedrijkste astronomische boek uit de 13e eeuw.

Tegen de 11e eeuw had Europa kennis gemaakt met de islamitische astronomie. Rond 1070 begon de Renaissance van de 12e eeuw, die een intellectuele herleving betekende met sterke filosofische en wetenschappelijke wortels, en een grotere interesse voor de studie van de natuur. Tegen die tijd geven overvloedige bronnen aan dat de meeste twijfels die de Europeanen misschien eerder hadden over de bolvorm van de Aarde weggenomen waren.
Hermannus Contractus (1013–1054) was een van de vroegste christelijke geleerden die de omtrek van de Aarde schatte met de methode van Eratosthenes. Thomas van Aquino (1225–1274), de belangrijkste en meest gedoceerde theoloog van de middeleeuwen, geloofde in een bolle Aarde; en hij nam zelfs aan dat zijn lezers ook wisten dat de Aarde bol is. Colleges in de middeleeuwse universiteiten gaven meestal bewijzen voor het idee dat de Aarde bol was. Ook Over de wereldbol, het invloedrijkste astronomieboek van de 13e eeuw en verplichte leerstof bij alle West-Europese universiteiten, beschreef de wereld als een bol.
Het Noorse boek Konungs Skuggsjá, van ongeveer 1250, stelt duidelijk dat de Aarde bol is - en dat het nacht is aan de andere kant van de Aarde als het dag is in Noorwegen. De schrijver bespreekt ook het bestaan van antipoden - en hij merkt op dat ze (als ze bestaan) de Zon als deze op zijn hoogste punt is in het Noorden zal staan, en dat ze tegengestelde seizoenen ten opzichte van de mensen op het Noordelijk halfrond zullen hebben.

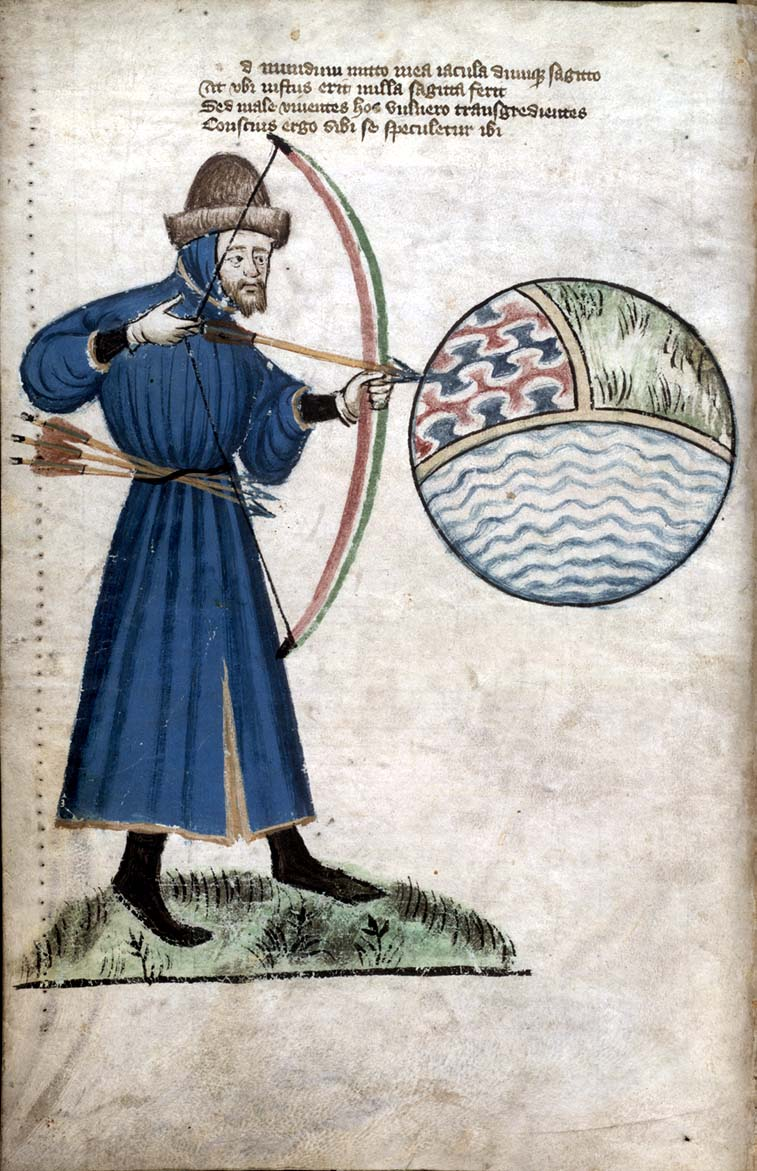
Voorstelling van een bolvormige Aarde, (ca.1400)

De late ontwikkeling van de Europese afzonderlijke  talen levert ook enig bewijs voor de bewering dat de bolvorm van de Aarde ook buiten de academische wereld tot de algemene kennis behoorde. In die tijd werd wetenschappelijk werk in het Latijn geschreven. Werken in plaatselijke dialecten of talen (zoals Italiaans of Duits) waren meestal bestemd voor een ruimer publiek.
Dantes Goddelijke Komedie, het laatste grote werk van literatuur van de middeleeuwen, geschreven in het Italiaans, stelt de Aarde als een bol voor. Ook het Elucidarium van Honorius Augustodunensis (ca. 1120), een belangrijk leerboek voor de lagere geestelijken dat vertaald was in het Midden-Engels, Oud-Frans, Midden-Hoogduits, Oud-Russisch, Midden-Nederlands, Oudnoors, Iers, Spaans en verschillende Italiaanse dialecten, refereert expliciet aan een bolvormige Aarde, net zoals het feit dat Berthold van Regensburg (midden 13e eeuw) de bolvormige Aarde als een illustratie in een preek gebruikte aantoont dat hij deze kennis onder zijn gehoor kon aannemen. De preek werd in het Duits gehouden en was niet bestemd voor een geleerd publiek.

### Middeleeuwse moslimwereld
De islamitische geleerden die de theorie van een ronde Aarde aanhingen, gebruikten deze om de afstand en richting van enig punt op Aarde naar Mekka te berekenen. Dit bepaalde de qibla, de richting van het bidden van de moslims. Moslimwiskundigen ontwikkelden de boldriehoeksmeting die bij deze berekeningen werd gebruikt. Ibn Khaldun zegt in zijn beroemde Muqaddimah duidelijk dat de wereld rond is.
Er is een vers in de Koran [79:30] dat wel vertaald wordt als "Hij schiep de Aarde in de vorm van een ei", wat suggereert dat men niet aannam dat de wereld plat was. De meeste vertalingen ("En daarna spreidde hij de Aarde uit") suggereren dat dit vers uitgelegd kan worden als steun voor de platte Aarde-theorie.

## 19e eeuw

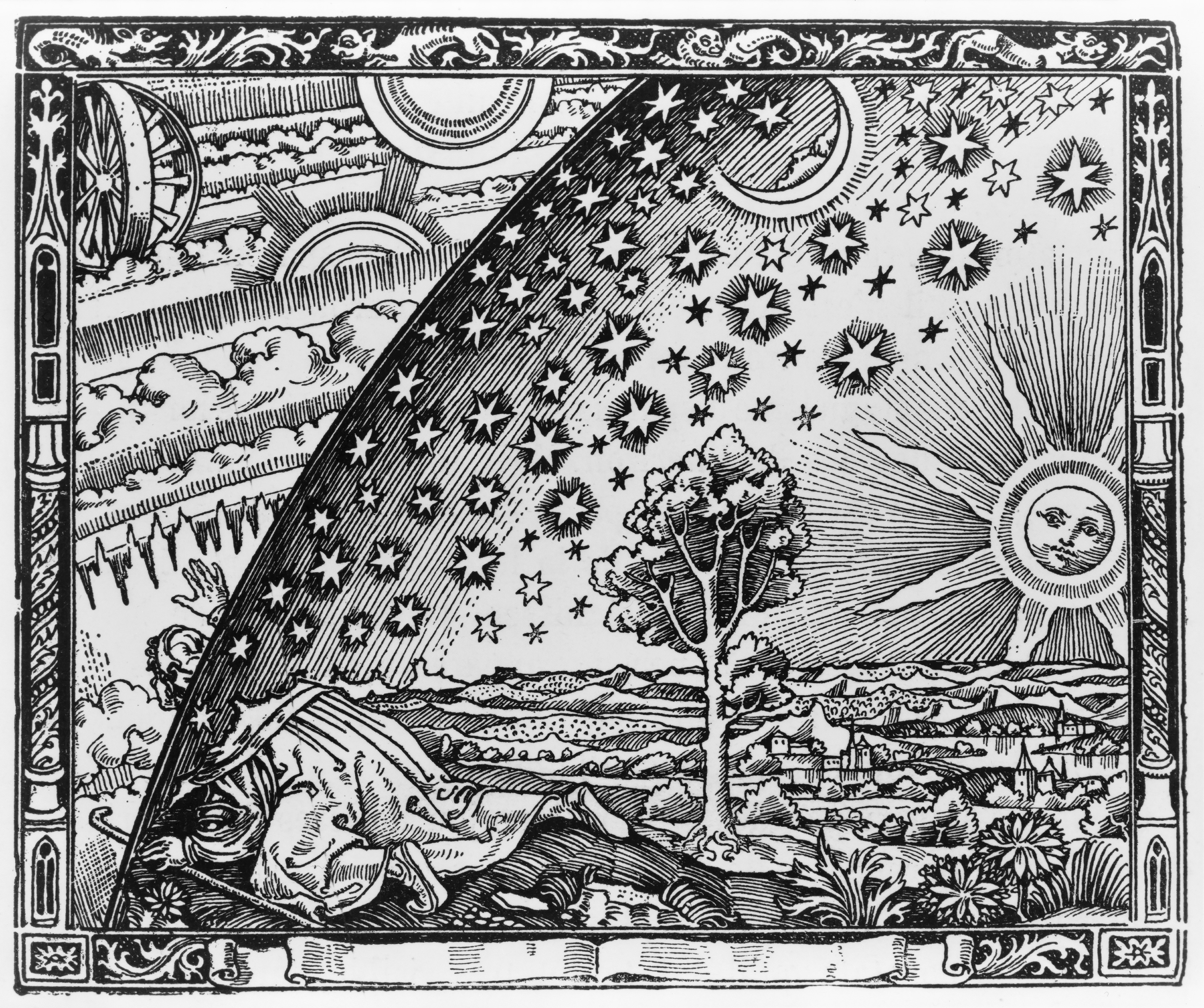
De houtsnede van Flammarion. Het onderschrift kan vertaald worden als "Een middeleeuwse missionaris vertelt dat hij het punt heeft gevonden waar de hemel en de Aarde samenkomen..."

Het idee dat mensen vóór de tijd van de ontdekkingsreizen geloofden dat de Aarde plat was ontstond na de publicatie van Washington Irvings Leven en Reizen van Christoffel Columbus in 1828. Dit geloof is nog wijdverspreid en wordt zelfs in leerboeken overgenomen.
In de 19e eeuw gaf het romantische concept van een Europese "donkere middeleeuwen" nog meer kracht aan het idee.
De wijdverspreide houtsnede van een man die zijn hoofd door het hemelfirmament van een platte Aarde steekt om in de ruimte te kijken, in 16e-eeuwse stijl, kan niet naar een eerdere bron worden teruggebracht dan Camille Flammarions L'Atmosphère: Météorologie Populaire (Parijs, 1888, p. 163). De houtsnede verlucht de stelling in de tekst dat een middeleeuwse missionaris vertelde dat "hij de horizon waar de Aarde en de hemel bij elkaar komen bereikt had", een anekdote die terug kan gaan op Voltaire, maar niet op enige bekende middeleeuwse bron.

### Wereldkaart
Op 15 november 1892 bracht Gleason een gedetailleerde kaart van de wereld uit. Op deze kaart staat geschreven dat deze wetenschappelijk en praktisch correct is, "zoals het is". De aarde werd afgebeeld als een schijf met de Noordpool als centrum en aan de buitenzijden een muur van ijs. De maan, de planeten en de zon zweven op maar enkele honderden kilometers van het aardoppervlak.

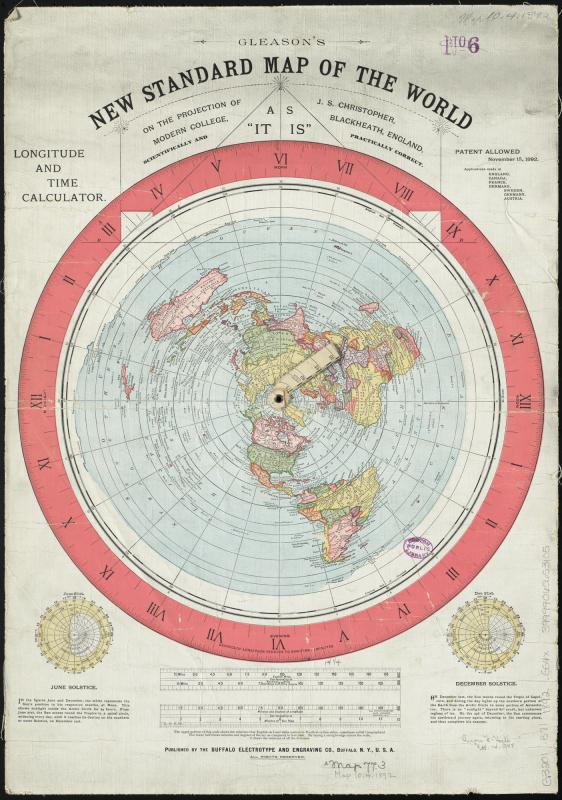
Een illustratie van een platte aarde, Gleason's new standard map of the world (1892)

### Transvaals perspectief
In 1898 kwam Joshua Slocum tijdens zijn reis om de wereld in Transvaal terecht. Daar kreeg hij van drie boeren een pamflet waarin ze "bewezen" dat de Aarde plat was. President Kruger was ook deze mening toegedaan: "Je bedoelt niet dat je rond de wereld bent gezeild; dat is onmogelijk!"

## 20e eeuw
De Nederlandse pseudowetenschapper en morosoof Klaas Dijkstra behoort tot degenen die in de 20e eeuw nog beweerden dat de Aarde plat is.
Tussen 1993 en 1995 werd gepubliceerd over een islamitische geestelijke, Ibn Baz, een moefti in Saoedi-Arabië, die gezegd zou hebben dat "de Aarde plat is". Ibn Baz zelf ontkende dit, hij ontkent slechts de draaiing van de Aarde.

## 21e eeuw
Op het internet en sociale media circuleren verschillende teksten en filmpjes die zouden moeten aantonen dat de aarde plat is. In een wetenschappelijke benadering van deze theorieën gelden ze als pseudowetenschap, omdat de aanhangers geen wetenschappelijk toetsbare stellingen poneren en geen herhaalbare methodiek gebruiken, waardoor betrouwbare uitspraken over de werkelijkheid niet mogelijk zijn.
In 2019 geloofde in Nederland ongeveer 0,9% van de bevolking in een platte aarde, wat neerkomt op zo'n 150.000 mensen.

## Varia
- De berg Brimstone Head wordt wel gezien als een van de vier hoekpunten van de veronderstelde platte Aarde.